# Niveau kéraunique
Le niveau kéraunique est le nombre de fois où le tonnerre a été entendu dans l’année, noté « Nk ». C'était le seul indicateur de référence avant l'apparition des réseaux de détection foudre.
L’indice kéraunique, noté « ik », est l'intensité maximale du niveau de sévérité orageuse.
Les isocérauniques sont les lignes sur une carte joignant les points géographiques où un certain phénomène associé aux orages se présente avec la même fréquence ou la même intensité.